# Simon J. Schermerhorn

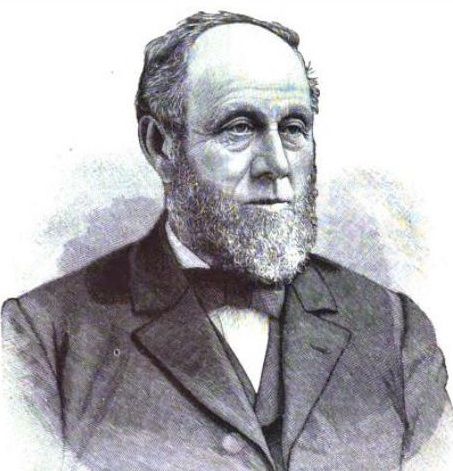
Simon Jacob Schermerhorn

Simon Jacob Schermerhorn (* 25. September 1827 in Rotterdam, New York; † 21. Juli 1901 ebenda) war ein US-amerikanischer Politiker. Zwischen 1893 und 1895 vertrat er den Bundesstaat New York im US-Repräsentantenhaus.

## Werdegang
Simon Jacob Schermerhorn besuchte Gemeinschaftsschulen. Danach ging er landwirtschaftlichen Tätigkeiten nach. 1856 war er Supervisor in der Town von Rotterdam. Schermerhorn diente zwei Amtszeiten als School Commissioner. Er saß 1862 und 1865 in der New York State Assembly. Ferner war er Direktor und Trustee in ansässigen Banken. Politisch gehörte er der Demokratischen Partei an.
Bei den Kongresswahlen des Jahres 1892 für den 53. Kongress wurde Schermerhorn im 21. Wahlbezirk von New York in das US-Repräsentantenhaus in Washington, D.C. gewählt, wo er am 4. März 1893 die Nachfolge von John M. Wever antrat. Da er auf eine erneute Kandidatur 1894 verzichtete, schied er nach dem 3. März 1895 aus dem Kongress aus.
Nach seiner Kongresszeit kehrte er auf seine Farm in Rotterdam zurück, wo er am 21. Juli 1901 starb. Sein Leichnam wurde auf dem Viewland Cemetery beigesetzt.